# Cantalupa
Cantalupa là một đô thị ở tỉnh Torino, vùng Piedmont của Ý, cách Torino khoảng 30 km về phía tây nam. Tại thời điểm 31/12/2004, đô thị này có dân số 2.231 người và diện tích 11,1 km².
Cantalupa giáp các đô thị: Cumiana, Frossasco, và Roletto.